# Trent (Dakota del Sur)
Trent es un pueblo ubicado en el condado de Moody en el estado estadounidense de Dakota del Sur. En el Censo de 2010 tenía una población de 232 habitantes y una densidad poblacional de 85,97 personas por km².

## Geografía
Trent se encuentra ubicado en las coordenadas 43°54′23″N 96°39′28″O / 43.90639, -96.65778. Según la Oficina del Censo de los Estados Unidos, Trent tiene una superficie total de 2.7 km², de la cual 2.7 km² corresponden a tierra firme y (0%) 0 km² es agua.

## Demografía
Según el censo de 2010, había 232 personas residiendo en Trent. La densidad de población era de 85,97 hab./km². De los 232 habitantes, Trent estaba compuesto por el 91.38% blancos, el 0.86% eran afroamericanos, el 3.45% eran amerindios, el 0.86% eran asiáticos, el 0% eran isleños del Pacífico, el 0% eran de otras razas y el 3.45% pertenecían a dos o más razas. Del total de la población el 0.43% eran hispanos o latinos de cualquier raza.